# 滑塊類遊戲
滑塊類遊戲(Sliding puzzle)，是種在平面上滑動數塊平滑的板塊以拼成特定排列的智力遊戲，最早類型是1874年Noyes Palmer Chapman的數字推盤遊戲，華容道、塞車時間也屬於此類。
移十五是最古老的滑块类游戏，发明者是Noyes Chapman，该游戏风靡于1880年代。Sam Loyd常被误认为是移十五的发明者，因为他谎称自己发明了移十五游戏。
不像其它tour类的解谜游戏，滑块游戏禁止任何一块离开盘面，这个特性区别于重新排列类的解谜游戏。